# Marina Majó i Plana
Marina Majó i Plana (Arenys de Munt, Maresme, 17 de juny de 1981) és una jugadora d'hoquei sobre patins i de roller derby catalana.
Formada al Centre d'Esports Arenys de Munt, hi va jugar tota la seva carrera com a defensa. Amb el club arenyenc va guanyar dues Lligues catalanes (1999 i 2002) i dos Campionats d'Espanya (1998-99 i 2003-04) i va aconseguir un subcampionat de la Copa d'Europa (2006-07). Internacional amb la selecció espanyola d'hoquei sobre patins entre 1997 i 2003, va proclamar-se Campiona del Món (2000) i va ser subcampiona d'Europa en tres ocasions (1999, 2001 i 2003). Va retirar-se de la pràctica de l'hoquei sobre patins al final de la temporada 2011-12. L'any 2019 va retornar a la competició en la modalitat de roller derby, aconseguint amb el CHP Bigues i Riells la primera Copa d'Espanya, celebrada a Mollet del Vallès. També participà amb la selecció espanyola al World Roller Games de Barcelona 2019, aconseguint la medalla de bronze.

## Palmarès

### Hoquei sobre patins
Clubs
- 2 Lligues catalanes d'hoquei patins femenina: 1998-99 i 2001-02

- 2 Campionats d'Espanya d'hoquei patins femení: 1998-99 i 2003-04

Selecció espanyola
- 1 medalla d'or al Campionat del Món d'hoquei patins femení: 2000
- 3 medalles d'argent al Campionat d'Europa d'hoquei patins femení: 1999, 2001 i 2003
- 1 medalla de bronze al Campionat d'Europa d'hoquei patins femení: 1997

### Roller derby
Clubs
- 1 Copa d'Espanya de roller derby: 2019

Selecció espanyola
- 1 medalla de bronze als Jocs Mundials de Patinatge: 2019